# فرقة ميراج
فرقة ميراج فرقة غنائية أردنية، أسسها الفنان وائل أبو نوار مع صديق طفولته جمال الطاهر في عام 1980م. وهي أول فرقة عربية تستخدم الفيديو المصور لخدمة الأغنية (فيديو كليب).

## البدايات
بدأ الفرقة في الغناء باللغة الإنجليزية، حيث كانت تبث أغانيهم على إذاعة الأردن، ومن هذه الأغاني:
- My own
- We own the world
- On the run

وانضم للفرقة عدة وجوه نسائية، أبرزهم الفنانة (عايدة أبو نوار) والفنانة (سهير عودة)، إلا أن (سهير عودة) لم تستمر مع الفرقة.
وفي عام 1988 قدموا أول أغنية مصورة بطريقة الفيديو كليب في الوطن العربي باسم «تقول أهواك» والتي قامت بغنائها الفنانة سهير عودة.
وفي منتصف التسعينيات قامت الفرقة بتصوير أغنية رحلة / خذني لبلاد بعيدة.

## من أغانيهم
- صرخة
- لوحتي الرائعة
- رحلة (خذني لبلاد بعيده)
- طفل وحجر
- أنساه

## ألبومات الفرقة
للفرقه 4 ألبومات رئيسية وهي
- Mirage Oasis / 1984
- تقول أهواك / 1988
- ميراج 95 رحلة ه / 1995
- إلى متى / 2008

## مشاركات في عالم مسلسلات الكرتون
فرقة ميراج لها مشاركات في مقدمات الكرتون من غناء وتلحين وشعر، مثل:
- ليدي ليدي
- صاحب الظل الطويل
- فتاة المراعي
- قرية التوت
- سالي
- مغامرات بسيط
- الفواكه
- الرحالة الصغير
- نصف بطل
- حكايات من الشرق
- حكايات كان زمان
- حكايات فيها حكمة
- في قديم الزمان
- المغامرون الأبطال
- زهرة الجبل
- التوأمان
- الكابتن ماجد - الجزء الأول

كما قامت الفرقة بتجديد مقدمة كرتون ليدي ليدي وقامت بتصويرها أيضاً في عام 2008م.
بالإضافة للمشاركة بتلحين أغاني برنامج المناهل وهو برنامج تعليمي وتربوي شهير أردني أنتج للأطفال في سنة 1987م.

## ألبوم بعد غياب
وفي نهاية عام 2008 تم طرح ألبوم جديد، وحمل عنوان (إلى متى)، وقد احتوى على 8 أغانٍ:
- حبيب الروح
- نـار
- عيني ترى
- صدق اللي قال
- على بالي
- إلى متى
- قولي شو اللي مضايقك
- أنا والله

وكلها من غناء الفنانة (عايده).
وقد تم تصوير أغنية واحدة من الألبوم وهي (حبيب الروح) وذلك في كندا.

## أغاني منفردة
طرحت الفرقة بعض الأغاني المنفردة ما بين عام 2009 - 2010، وهي:
- Another Day
- Go With The Flow
- Ya Henna
- Live The Moment
- Hocked

## عودة جديدة لأعضاء الفرقة
في فبراير 2014 عادت فرقة ميراج للساحة بأغنية منفردة، وقدمت الفرقة إحدى أغنياتها الشهيرة (تقول أهواك) بشكلٍ مطور، حيث أدتها الفنانة روز الور، وتم تصويرها في الأردن.